# ドドマ州
ドドマ州（ドドマしゅう、Mkoa wa Dodoma）は、タンザニア中部の州である。面積41,310km2、人口1,698,996人（2002年）、州都はタンザニアの法律上の首都でもあるドドマ。

## 隣接州
北部にマニャラ州、西部にシンギダ州、南部にイリンガ州、東部にモロゴロ州と接している。

## 交通
ドドマ州の中央を南北に高速道路が走り、タンザニア中央鉄道が東西に通る交通の要衝となっている。

## 下位行政区画
同州は7つの県に分けられている。
- コンドア県（英語版） (Kondoa)
- ムプワプワ県（英語版） (Mpwapwa)
- コングワ県（英語版） (Kongwa)
- ドドマ県（英語版） (Dodoma)
- チャムウィノ県（英語版） (Chamwino)
- チェンバ県（英語版） (Chemba)
- バイ県（英語版） (Bahi)